# Беззаконие (фильм, 1955)
«Беззаконие» (англ. Illegal) — фильм нуар режиссёра Льюиса Аллена, который вышел на экраны в 1955 году.
Фильм поставлен по пьесе Фрэнка Дж. Коллинза «Адвокат» (1929) и рассказывает об амбициозном окружном прокуроре Викторе Скотте (Эдвард Г. Робинсон), который после казни обвиненного им невинно человека уходит из прокуратуры, став в конце концов адвокатом крупного криминального синдиката.

## Сюжет
В Лос-Анджелесе за убийство молодой женщины полиция арестовывает некого Эдварда Клэри (Дефорест Келли), который настаивает на своей невиновности. Пользующийся большим авторитетом окружной прокурор Виктор Скотт (Эдвард Г. Робинсон) выдвигает против Клэри обвинение на основании улик, собранных главным следователем Рэем Борденом (Хью Марлоу) и его ассистентом Эллен Майлс (Нина Фох), дочерью умершего наставника Виктора. В суде под впечатлением от страстной речи Виктора, тщательно отобранные им присяжные выносят Клэри обвинительный приговор, и его приговаривают к смертной казни. После выигрыша этого резонансного дела репутация Виктора поднимается до таких высот, что он задумывается о выдвижении своей кандидатуры на губернаторских выборах. В этот момент задерживают матёрого уголовника, который перед смертью делает письменное признание в убийстве, в котором был обвинён Клэри. Узнав об этом, Виктор бросается к телефону, чтобы остановить казнь Клэри, однако дозванивается до тюрьмы слишком поздно, и невинный человек гибнет. Мучимый совестью из-за смерти Клэри, Виктор подаёт в отставку, заявляя, что «лучше оставить на свободе 100 преступников, чем убить одного невиновного», и начинает сильно пить. Эллен искренне любит Виктора, который после смерти отца помог ей получить образование и взял к себе на работу. Она пытается утешить Виктора и вернуть его к нормальной жизни, однако Виктор советует ей выйти замуж за Рэя, который неоднократно делал Эллен предложение. Новым окружным прокурором после Виктора становится Ральф Форд (Эдвард Платт), и Эллен с Рэем начинают работать под руководством нового шефа.
Тем временем Виктор открывает частную адвокатскую практику, однако его бывшие коллеги, видя, как он опустился в последнее время, не хотят направлять к нему клиентов. Однажды, после появления газетной статьи о скоропостижной смерти матери Клэри, пьяный Виктор устроил в забегаловке драку с одним из завсегдатаев, в результате чего его арестовали за рукоприкладство. В ожидании рассмотрения своего дела в зале суда Виктор наблюдает за слушаниями по делу некого Картера (Джей Эдлер), который убил человека, ударив его в драке свинцовой трубой. Миниатюрный Картер утверждает, что он действовал из самозащиты, пытаясь остановить избивавшего его пьяного боксёра. Затем судья, который знает и хорошо относится к Виктору, быстро выслушивает его и приговаривает к минимальному наказанию, назначая 50 долларов штрафа. Выйдя в коридор, Виктор слышит, как Картер обвиняет Тейлора (Генри Калки), который выступил главным свидетелем по его делу, в том, что тот в драке потерял сознание ещё до его смертельного удара, и потому не мог видеть, как Картер ударил боксёра. Увидев в этом деле свой шанс, Виктор берётся защищать Картера. На суде крепкий, здоровый Тейлор даёт показания, что он был в сознании на протяжении всей драки и категорически утверждает, что никто не сможет ударить так, чтобы он потерял сознание. В тот момент, когда Тейлор покидает свидетельское кресло, Виктор неожиданно бьёт его в челюсть, посылая в глубокий нокаут. После этого обвинение, построенное на показаниях Тейлора, рушится, и Виктор выигрывает дело. Выходя из зала, Виктор показывает Эллен, что в кулаке у него была горсть монет, которую он использовал во время удара как кастет. Видя, что Виктор восстановил уверенность в себе и ему она больше не нужна, Эллен неожиданно объявляет, что решила выйти замуж за Рэя. Узнав об этом, преданная секретарша Виктора, мисс Хинкель (Эллен Корби), упрекает его в том, что он в своё время не женился на Эллен.
Виктор снова открывает офис, однако из-за нехватки клиентов, не может свести концы с концами. Неожиданно у него появляется клиент по фамилии Паркер (Джеймс Маккаллион), который сообщает, что, будучи кассиром, похитил у своего работодателя Е. А. Смита (Говард Сент-Джон) 90 тысяч долларов, часть из которых потратил на лошадей и женщин. Опасаясь мести со стороны работодателя, Паркер просит Виктора урегулировать это дело, отдавая ему оставшиеся 60 тысяч долларов. Виктор приглашает к себе Смита, предлагая тому альтернативу — засудить Паркера за кражу и остаться без украденных денег, либо снять с Паркера все обвинения в обмен на 50 тысяч из похищенных денег. Смит соглашается забрать деньги и подписывает соответствующую бумагу, после чего как Смит, так и Паркер узнают, что Виктор удержал себе в качестве гонорара 10 тысяч долларов. Разгневанный Смит обращается по этому поводу к прокурору Форду, однако после предъявления Виктором подписанной Смитом бумаги, тот заявляет, что ничего не может сделать. После ухода Смита Форд осуждает Виктора в моральном плане, на что тот отвечает, что действовал в рамках закона и в интересах своего клиента, что и является главным для адвоката.
Некоторое время спустя киллер Энди Гарт (Джэн Мерлин), который работает на крупного мафиозного босса Фрэнка Гарланда (Альберт Деккер), угрожая оружием, заставляет Виктора пройти вместе с ним к Гарланду. В этот момент в кабинете Гарланда находится Рэй, который незаметно от Виктора выходит через служебный выход. После этого Гарланд приглашает адвоката к себе, демонстрируя ему свою великолепную коллекцию картин французских импрессионистов под музыку, которую наигрывает на фортепиано начинающая артистка, сексуальная блондинка Энджел О’Хара (Джейн Мэнсфилд). Затем Гарланд выпроваживает Энджел, наедине объясняя Виктору, что компания Смита является одним из его важных легальных бизнесов. Хотя первоначально Гарланд хотел потребовать с Виктора возврата 10 тысяч долларов, однако затем пересмотрел своё мнение и решил предложить Виктору высокооплачиваемую должность в своём синдикате. Виктор однако отказывается от этого предложения, заявляя, что не желает кому-либо «принадлежать». Вскоре Гарт убивает Паркера на автобусной остановке, когда тот собирается уехать в другой город. Некоторое время спустя Виктор защищает в суде ещё одного подчинённого Гарланду бизнесмена, Эла Кэрола (Лоренс Добкин), которого обвиняют в отравлении своего партнёра. Главной уликой на процессе является бутылочка с ядом, которым была отравлена жертва. Во время своего выступления Виктор открывает бутылочку и выпивает её содержимое, доказывая, что там не было яда, после чего судья закрывает дело. Выиграв процесс, Виктор стремительно выходит из зала и, проходя через толпу восхищённых поклонников и журналистов, заходит в соседнее здание, где ожидающий его врач немедленно делает ему промывание. Получив перед процессом информацию о том, что в отчёте эксперта не сказано о том, что яд начинает действовать только через 45 минут, Виктор использовал это обстоятельство, чтобы разрушить обвинение. Виктора приглашают на празднование успешного завершения дела, где Гарланд дарит адвокату чек на 15 тысяч долларов.
По мере того, как репутация Виктора как успешного адвоката укрепляется, Форд и сотрудники его офиса, в том числе Эллен, начинают подозревать, что Виктор стал работать на мафию. Эллен по собственной инициативе навещает Виктора, упрекая его в том, что он выигрывает дела с помощью коррупции, подкупа и нечестных приёмов, а также предупреждает его, что прокурору известно о том, что служебная информация из его офиса каким-то образом уходит к Гарланду. Как выясняется, Форд, заподозрив, Эллен в том, что это она передаёт информацию Гарланду через Виктора, установил за ней тайную слежку. Вскоре Форд собирает своих ключевых сотрудников, сообщая им, что планирует арестовать одного из подручных Гарланда, Гарри Дивайна, рассчитывая таким образом убить двух зайцев — возобновить дело против отпущенного преступника, а также выявить источник утечки информации из своего ведомства. Чтобы предотвратить этот арест, Рэй сразу после совещания пытается сообщить об этом Гарланду, однако появление Эллен срывает его планы. Они вместе приезжают домой, откуда Рэй, отправив Эллен в магазин, снова пытается дозвониться до Гарланда, однако не может связаться с ним, оставляя сообщение Энджел, которая к тому времени стала подружкой Гарланда. Вернувшаяся Эллен случайно слышит разговор Рэя, понимая, что её муж работает на Гарланда. Рэй замечает это, после чего сначала пытается убедить её, что действует в интересах их семьи, однако Эллен не соглашается с его словами. Тогда Рэй решает убить жену, вытолкнув её из окна, однако Эллен удаётся вывернуться схватить пистолет и застрелить мужа.
Форд заключает, что Эллен убила Рэя, потому что он раскрыл её связь с Гарландом, и выдвигает против неё обвинение в убийстве первой степени. Он также устанавливает постоянную слежку за Виктором, который берётся защищать Эллен. Гарт, угрожая оружием, доставляет Виктора к Гарланду, который возражает против того, чтобы Виктор занимался этим делом. Однако Виктор убеждает его, что так как могут быть затронуты интересы синдиката, для контроля над ситуацией будет лучше, если дело будет вести именно он, а не сторонний адвокат. После начала процесса Виктор прячет имеющиеся у него компрометирующие материалы на Гарланда, готовясь их использовать в случае, если Гарланд попытается его убить. Затем он встречается с Гарландом, который требует проиграть дело как можно скорее, чтобы синдикат не был в него втянут. Однако Виктор отвечает, что избежать этого не удастся, и потому предлагает Гарланду дать указание Гарту «сознаться» в том, что он служил передаточным звеном между прокуратурой и синдикатом и указать на Рэя как на источник утечки информации. Виктор говорит, что, пожертвовав Гартом, который получит максимум три года, Гарланд спасёт себя. Адвокат говорит, что ему стало известно о том, что Энджел приняла звонок от Рэя в квартире Гарланда, а это прямой канал утечки информации, который выводит прямо на Гарланда. Виктор далее заявляет, что если прокуратура узнает об этом звонке, то дело повернётся против Гарланда, после чего тот решает пожертвовать Гартом. Однако Гарланд опасается, что Гарт может выдать его и в итоге не соглашается с предложением Виктора, требуя, чтобы адвокат как можно быстрее проиграл дело, угрожая в противном случае убить его. На это Виктор отвечает, что если с ним что-либо случится, то в прокуратуре окажутся все имеющиеся у него компрометирующие документы на Гарланда. После ухода Виктора, Гарланд, который считает, что Виктор блефует, даёт указание Гарту убрать адвоката. Выйдя из офиса Гарланда, Виктор направляется на автомобиле в суд. Следовавший за ним Гарт стреляет в него около здания суда, однако следившие за ними детективы, убивают киллера. Тяжело раненый Виктор входит в зал суда, где вызывает для дачи показаний Энджел, которая подтверждает, что Рэй звонил Гарланду в ночь своей смерти и что он регулярно встречался с мафиозным главарём, из чего следует, что именно он работает на синдикат. После этих слов Виктор теряет сознание и падает прямо в зале. Форд снимает все обвинения с Эллен и готовится выдвинуть обвинения против Гарланда, а судья говорит, что ещё надеется увидеть Виктора суде опять, но в менее драматическом стиле. Эллен благодарит Виктора, который говорит ей: «В следующий раз, когда я скажу тебе выйти за кого-нибудь замуж, не слушай меня», после чего закрывает глаза.

## В ролях
- Эдвард Г. Робинсон — Виктор Скотт
- Нина Фох — Эллен Майлс
- Хью Марлоу — Рэй Борден
- Джейн Мэнсфилд — Энджел О’Хара
- Альберт Деккер — Фрэнк Гарланд
- Говард Сент-Джон — Е. А. Смит
- Эллен Корби — мисс Хинкел
- Эдвард Платт — Ральф Форд
- Джэн Мерлин — Энди Гарт
- Роберт Элленстейн — Джо Найт
- Джей Адлер — Джозеф Картер
- Генри Калки — Тэйлор
- Джеймс Маккэллион — Аллен Паркер
- Эдисон Ричардс — Стив Харпер
- Лоренс Добкин — Эл Кэрол
- Дефорест Келли — Эдвард Клэри, ошибочно приговорённый человек
- Чарльз Мередит — судья (в титрах не указан)
- Марджори Стэпп — ночная санитарка (в титрах не указана)

## Создатели фильма и исполнители главных ролей
Британский режиссёр Льюис Аллен добился признания в Голливуде постановкой психологического фильма ужасов «Незваные» (1944), после чего создал серию добротных картин в жанре нуар, среди них «Ярость пустыни» (1947), «Такая злая, любовь моя» (1948), «Чикагский предел» (1949), «Свидание с опасностью» (1951) и «Внезапный» (1951).
Актёр Эдвард Г. Робинсон родился в Румынии в еврейской семье и в 10-летнем возрасте вместе с родителями перебрался в Америку. В 1930-е годы он стал известен благодаря ролями гангстеров и крутых парней в таких криминальных фильмах, как «Маленький Цезарь» (1931), «Пятизвёздный финал» (1931), «Умные деньги» (1931), «Две секунды» (1932), «Тигровая акула» (1932) и «Пулями или голосами» (1936), а в 1940-е годы стал одной из крупнейших звёзд жанра фильм нуар, сыграв в таких картинах, как «Двойная страховка» (1944), «Женщина в окне» (1944), «Улица греха» (1945), «Чужестранец» (1946), «Риф Ларго» (1948) и «Дом незнакомцев» (1949). Однако, как пишет историк кино Джереми Арнольд, в период антикоммунистической охоты на ведьм в 1950-52 годах Робинсон был вызван для дачи показаний в Комитет по расследованию антиамериканской деятельности. «Истерия Маккарти привела к обвинениям его в связях с коммунистами, и хотя Робинсон и не попал в чёрные списки, предложения первоклассных ролей испарились, и он был вынужден браться за меньшие фильмы, такие как „Беззаконие“. Середина 1950-х годов стала для Робинсона периодом рутинных фильмов категории В». Как позднее писал Робинсон: «Я был обречён на медленное умирание как из-за возраста, так и из-за былых политических пристрастий». Однако, в конце концов, режиссёр Сесиль Б. Де Милль пришёл на спасение Робинсона, сняв его в фильме «Десять заповедей» (1956), за что актёр был ему бесконечно благодарен: «Сесиль Де Милль вернул меня в кино и восстановил моё уважение к самому себе».
Родившаяся в Голландии Нина Фох известна как одна из самых заметных актрис жанра фильм нуар благодаря таким лентам, как «Меня зовут Джулия Росс» (1945), «Джонни О’Клок» (1947), «Тёмное прошлое» (1948), «Сыщик» (1949) и «Джонни Аллегро» (1949). Что касается Джейн Мэнсфилд, то, как замечает Арнольд, «вопреки распространённому мнению, „Беззаконие“ не было её дебютным фильмом». До того она уже появлялась на экране в эпизодической роли в криминальной драме «Блюз Пита Келли» (1955) и сыграла небольшую роль в фильме нуар «Женские джунгли», который был снят в 1954 году, однако вышел на экраны только в 1956-м. Тем не менее, «в „Беззаконии“ она сыграла свою первую существенную роль». За этим фильмом последовали музыкальные комедии Фрэнка Ташлина «Эта девушка не может иначе» (1956) и «Испортит ли успех Рока Хантера?» (1957), которые «стали одними из лучших фильмов в её карьере».

## История создания фильма
В основу фильма положена пьеса театрального актёра и драматурга Фрэнка Дж. Коллинза «Адвокат», которая была написана в 1929 году. В 1932 году по этой пьесе был поставлен одноимённый фильм с Уильямом Уорреном в главной роли. В 1940 году по этой пьесе был поставлен ещё один фильм «Человек, который слишком много говорил» с Джорджем Брентом в главной роли.
Как пишет Арнольд, для третьей адаптации пьесы Фрэнка Дж. Коллинза киностудия Warner Bros. взяла на главную роль Эдварда Г. Робинсона. Это была первая роль Робинсона на Warner Bros. «после 12-летнего отсутствия». Арнольд отмечает, что «персонаж Робинсона, также как и персонажи Уильяма и Брента в предыдущих фильмах, был составлен из нескольких реально существовавших адвокатов. Однако более всего он основан на колоритном Уильяме Дж. Фаллоне, помощнике окружного прокурора графства Уэстчестер, который действительно подал в отставку со своего поста в 1910-е годы, после того, как обвинил в преступлении невиновного человека. В дальнейшем он стал адвокатом и представлял в суде интересы наркоторговцев, растратчиков, сутенёров и разнообразных криминальных персонажей, таких как Арнольд Ротштейн, которого он успешно защитил в суде в 1919 году». Деннис Шварц также отмечает, что «персонаж Робинсона отдалённо основан на Билле „Великом говоруне“ Фаллоне, одном из выдающихся криминальных адвокатов 1920-х годов, который успешно защищал владельца игорного бизнеса Арнольда Ротштейна в 1919 году». Как далее указывает Арнольд, «Фаллон был интеллигентным и очаровательным человеком, но при этом аморальным и самовлюблённым, получив наилучшее экранное воплощение, вероятно, в игре Уоррена Уильяма».
По информации Американского института киноискусства, уличные сцены картины снимались на натуре в центре Лос-Анджелеса. На сайте также отмечено, что «картины в офисе Фрэнка Гарланда были подлинниками, принадлежавшими Эдварду Г. Робинсону, который был известен как коллекционер искусства. Согласно материалам Warner Bros., Робинсон передал студии в аренду шесть картин, суммарная стоимость которых составляла 213 тысяч долларов. Две картины — „Танцовщицы отдыхают“ Эдгара Дега и „Цветы Таити“ Поля Гогена — постоянно видны в сценах в офисе Гарланда. В какой-то момент персонаж Робинсона замечает, что никогда не смог бы позволить себе оригиналы. Две другие картины — „Суд в стране“ Жоржа Руо и „Красивая модель“ Андрэ Дерена — позднее показаны в офисе Скотта. В материалах Warner Bros. также отмечено, что две оригинальные картины актрисы Глэдис Ллойд, которая в то время была женой Робинсона, также использованы в фильме, но их точное расположение в истории не определено».
Согласно материалам Warner Bros., Джейн Мэнсфилд должна была спеть две песни в сценах в ночном клубе, однако эти эпизоды не вошли в окончательный вариант фильма.

## Оценка фильм критикой

### Общая оценка фильма
По информации Арнольда, после выхода на экраны фильм «не слишком понравился критикам». В частности, журнал Variety назвал его «непримечательной картиной, которая никак не может определиться — надо ли её играть как обычную мелодраму или как комедию с дешёвыми эффектами». Обозреватель «Нью-Йорк Таймс» Босли Кроутер в свою очередь посчитал, что «люди, которые написали и сделали „Беззаконие“ держали в уме „Асфальтовые джунгли“, сделав всё возможное, чтобы имитировать тот фильм, как бы трудно это не было». По мнению Кроутера, «эта юридическая криминальная мелодрама имеет совершенно ясные моменты сходства с тем триллером 1950 года, просто она не настолько хороша». В частности, как моменты сходства двух картин он выделяет, во-первых, личность хитрого адвоката, который ведёт двойную игру. Во-вторых, ещё в большей степени сходство просматривается в том, что Джейн Мэнсфилд пытается скопировать образ Мерилин Монро из того фильма. Однако «мисс Мэнсфилд, хотя она и красавица, является лишь слабенькой имитацией мисс Монро». Третьим общим моментом стало участие У. Р. Бёрнетта в работе над сценариями обоих фильмов, причём, по мнению критика, «Мэнсфилд справилась со своей имитацией лучше, чем Бёрнетт — со своей».
Современные критики также оценили картину весьма сдержанно. В частности, Ханс Дж. Волленстейн вслед за Variety отметил, что фильм «не может определиться с тем, является ли он криминальным триллером или плутовской комедией», и, по мнению критика, «если принять во внимание демонстрацию невероятных юридических выходок, скорее это последнее». Спенсер Селби назвал картину «нуаровым римейком „Адвоката“ (1932)», где «бывший окружной прокурор становится адвокатом, глубоко ввязываясь в сложное дело об убийстве» . Артур Лайонс отметил, что эта картина, как и «многие другие фильмы нуар, отразила коррупцию в американских общественных институтах, в том числе в таких, как юридическая профессия» . Гленн Эриксон заключил, что если бы в «Беззаконии» не показывалась деятельность мощной мафиозной структуры, которую возглавляет персонаж Альберта Деккера, то это был бы не «особенно нуаровый фильм». Герой Робинсона, который «заключает странный полуаморальный пакт с силами криминального мира, также порождает лишь намёк на нуаровую атмосферу». Вместе с тем, критик обращает внимание на чрезмерно «мелодраматические сюжетные ходы и раздутость персонажей, апофеозом которых становится герой Эдварда Г. Робинсона, который применяет броские судебные уловки, которые вышли из моды уже много лет назад, например, когда выпивает настоящий яд».

### Оценка работы режиссёра и творческой группы
Шварц считает, что «У. Р. Бёрнетт, который был автором сценария сходного нуара „Асфальтовые джунгли“, и здесь выдаёт живой сценарий». Критик также высоко оценивает работу режиссёра Льюиса Аллена, который «заставляет эту мелодраму категории В нестись вперёд и добивается мощной игры от Эдварда Г. Робинсона, который в 1950-е годы не мог получить ролей в фильмах категории А, после того, как Комиссия по расследованию антиамериканской деятельности преследовала популярного актёра и ценителя искусства за его либеральные убеждения». Гленн Эриксон отмечает, что «с бюджетом, ненамного превышающим фильм категории В», Аллен «демонстрирует несколько режиссёрских находок».

### Оценка актёрской игры
Критики высоко оценили игру Эдварда Г. Робинсона в этом фильме. В частности, Кроутер отметил, что «Робинсон играет роль прожжённого адвоката в своём прежнем саркастическом духе», а, по мнению Воллстейна, «Робинсон как всегда надёжно играет окружного прокурора, который становится мафиозным адвокатом». Джереми Арнольд отмечает, что «Робинсон по-прежнему хорош, в одиночку не позволяя этому фильму превратиться в очередную незапоминающуюся городскую мелодраму». По словам критика, «Робинсон даёт очень раскованную игру, демонстрируя впечатляющий профессионализм и наслаждаясь своими крутыми речами и коварными поступками. Он естественен, когда одним ударом сбивает с ног свидетеля в суде (чтобы доказать свою точку зрения), или выпивает яд, чтобы убедить присяжных, что на самом деле это не яд — а в перерыве срывается, чтобы промыть желудок. Оба эпизода, кстати, основаны на реальных случаях». Эриксон также считает, что «Робинсон держит в руках весь фильм практически в одиночку», а Майкл Кини отмечает, что «этот быстрый фильм интересен в значительной степени благодаря крутой игре Робинсона в роли колоритного окружного прокурора с политическими амбициями, который становится мафиозным адвокатом» .
Игра остальных актёров в главных ролях также была оценена положительно. Так Арнольд особенно выделил «Нину Фох, которая источает тепло и симпатию, 35-летнего Дефореста Келли в роли осуждённого человека, и сладострастную 22-летную Джейн Мэнсфилд в качестве подружки гангстера». По его мнению, «Мэнсфилд источает потрясающую сексуальную привлекательность, при этом выдавая вполне достойную игру». Отметив «верную Нину Фох и беспринципного Хью Марлоу», Эриксон далее написал, что «забавно увидеть Дефореста Келли в роли несправедливо осужденного человека, милую Эллен Корби в роли верной секретарши Робинсона, а также молодую Джейн Мэнсфилд в роли тупой певицы и подружки крупного мафиози, которая произносит слова так, как будто не знает, что они означают». Кини обратил внимание на Джэна Мерлина в роли «грязного подручного Деккера», Корби, которая «здесь делает шажок выше от своих обычных ролей служанок, играя верную секретаршу Робинсона», а также Мэнсфилд «в небольшой роли сексуальной пианистки».